# 洛陽天満宮二十五社順拝
洛陽天満宮二十五社順拝（らくようてんまんぐうにじゅうごしゃじゅんぱい）は、京都に所在する天満宮の中から、特に菅原道真にゆかりの深い25社を順拝する風習である。時代によって含まれる神社が異なるが、本稿では菅原道真没後950年にあたる嘉永5年（1852年）に書された25社を示す。類似の巡礼には菅公聖蹟二十五拝（全国の25社）や江戸二十五天神（江戸の25社）などがある。

## 一覧
嘉永5年（1852年）に書された洛陽天満宮二十五社順拝には、二十五社、十二社、御霊地三社が記されている。御霊地三社は第1番の菅大臣天満宮、第9番の北野天満宮、第10番の水火天満宮である。
| 番号   | 神社名         | 住所             | 備考                                           |
| ------ | -------------- | ---------------- | ---------------------------------------------- |
| 第1番  | 菅大臣天満宮   | 京都市下京区     | 十二社、御霊地三社                             |
| 第2番  | 北菅大臣天満宮 | 京都市下京区     |                                                |
| 第3番  | 筑紫天満宮     | 京都市下京区     | 十二社                                         |
| 第4番  | 一夜天満宮     | 京都市中京区     | 壬生寺内                                       |
| 第5番  | 神泉苑天満宮   |                  | 廃社                                           |
| 第6番  | 火除天満宮     | 京都市下京区     |                                                |
| 第7番  | 菅原院天満宮   | 京都市上京区     | 十二社                                         |
| 第8番  | 安楽寺天満宮   | 京都市上京区     | 十二社                                         |
| 第9番  | 北野天満宮     | 京都市上京区     | 十二社、御霊地三社                             |
| 第10番 | 水火天満宮     | 京都市上京区     | 十二社、御霊地三社                             |
| 第11番 | 上御霊天満宮   | 京都市上京区     |                                                |
| 第12番 | 梶井天満宮     |                  | 十二社、現存せず                               |
| 第13番 | 菅家天満宮     | 京都市中京区     | 十二社、下御霊神社内                           |
| 第14番 | 雪天満宮       | 京都市東山区     |                                                |
| 第15番 | 梅宿菴天満宮   | 京都市東山区     | 十二社知恩院内、塔頭松宿院にある松風天満宮か。 |
| 第16番 | 天拝天満宮     | 京都市東山区     |                                                |
| 第17番 | 梅丸天満宮     | 京都市東山区     |                                                |
| 第18番 | 高台寺天満宮   | 京都市東山区     | 高台寺内                                       |
| 第19番 | 若宮天満宮     | 京都市東山区     |                                                |
| 第20番 | 紅梅天満宮     | 京都市下京区     | 十二社、萬年寺内                               |
| 第21番 | 文子天満宮     | 京都市下京区     |                                                |
| 第22番 | 西念寺天満宮   | 京都市下京区     | 西念寺内                                       |
| 第23番 | 法然寺天満宮   | （京都市下京区） | 移転前の法然寺内                               |
| 第24番 | 火除天満宮     | 京都市下京区     | 十二社、移転前の大雲院内、大雲院天満宮         |
| 第25番 | 錦天満宮       | 京都市中京区     | 十二社                                         |